# Program 12 kroków

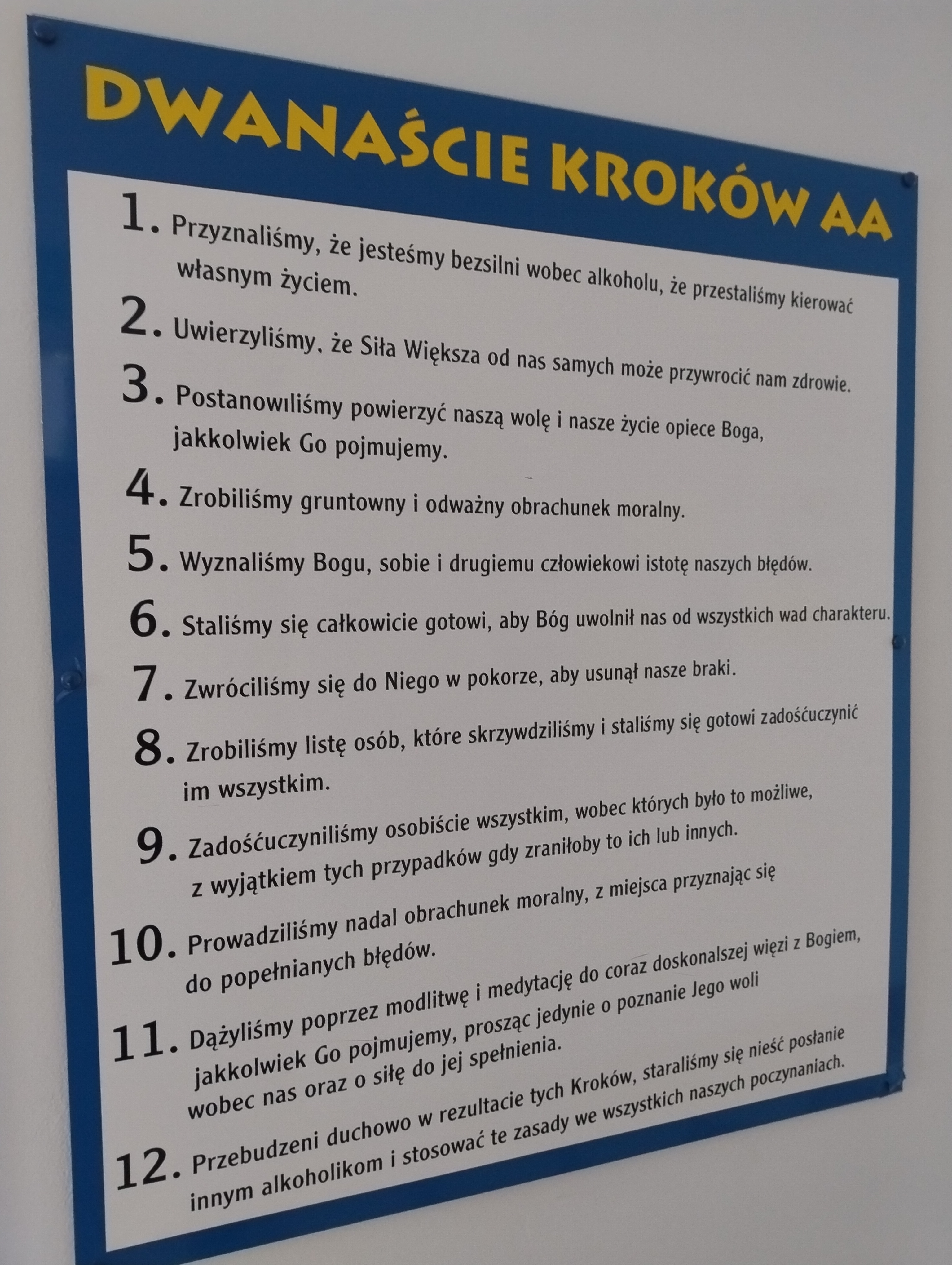
Metoda 12 kroków jest metodą uniwersalną w obliczu walki z uzależnieniem, jednak najczęściej jest kojarzona z samopomocą AA.

12 kroków (ang. twelve steps, w niektórych polskich wspólnotach Al-Anon nazywane 12 Stopniami) – program powrotu do zdrowia dla osoby uzależnionej, członka grupy samopomocowej 12 kroków. Program osobie uzależnionej, po podjęciu przez nią decyzji o chęci wyjścia z nałogu, jest przekazywany przez osobę bardziej doświadczoną na bazie podstawowej książki anonimowych alkoholików, Anonimowi Alkoholicy zwanej Wielką Księgą. Systematycznie stosowanie i realizacja kolejnych kroków, a także przekazywane wiedzy i doświadczeń między uczestnikami pomagają uczestnikowi wspólnoty wyzwolić się z uzależnienia. 
Program ten został wypracowany przez Anonimowych Alkoholików, a następnie zaadaptowany przez inne wspólnoty. W każdej ze wspólnot ze względu na jej główny cel zmienia się brzmienie pierwszego Kroku, miejsce alkoholu zastępuje uzależnienie, któremu dane grupy są poświęcone.

## 12 Kroków AA
Dwanaście Kroków Anonimowych Alkoholików

Krok Pierwszy
Przyznaliśmy, że jesteśmy bezsilni wobec alkoholu – że utraciliśmy kontrolę nad naszym życiem.
Krok Drugi
Uwierzyliśmy, że Siła większa od nas samych może przywrócić nam zdrowy rozsądek.
Krok Trzeci
Podjęliśmy decyzję, aby powierzyć naszą wolę i nasze życie opiece Boga, tak jak Go rozumieliśmy.
Krok Czwarty
Zrobiliśmy wnikliwą i odważną osobistą inwenturę moralną.
Krok Piąty
Wyznaliśmy Bogu, sobie i drugiemu człowiekowi istotę naszych błędów.
Krok Szósty
Staliśmy się całkowicie gotowi, żeby Bóg usunął wszystkie te wady charakteru.
Krok Siódmy
Zwróciliśmy się do Niego w pokorze, aby usunął nasze braki.
Krok Ósmy
Zrobiliśmy listę wszystkich osób, które skrzywdziliśmy, i staliśmy się gotowi zadośćuczynić im wszystkim.
Krok Dziewiąty
Zadośćuczyniliśmy osobiście wszystkim, wobec których było to możliwe, z wyjątkiem tych przypadków, gdy zraniłoby to ich lub innych.
Krok Dziesiąty
Prowadziliśmy nadal osobistą inwenturę, z miejsca przyznając się do popełnianych błędów.
Krok Jedenasty
Staraliśmy się przez modlitwę i medytację poprawiać nasz świadomy kontakt z Bogiem, tak jak Go rozumieliśmy, prosząc jedynie o poznanie Jego woli wobec nas oraz o siłę do jej spełnienia.
Krok Dwunasty
Przebudzeni duchowo w rezultacie tych kroków staraliśmy się nieść to posłanie innym alkoholikom i stosować te zasady we wszystkich naszych poczynaniach.

## Historia i źródła
Pierwsi członkowie AA byli uczestnikami grup oksfordzkich, zatem program tego chrześcijańskiego ruchu odnowy był jednym z pierwszych źródeł. Jako kolejne wymieniane są poglądy C.G. Junga, które Roland Hazard przekazał twórcy programu Billowi Wilsonowi. Współtwórcy i pierwsi uczestnicy ruchu obficie korzystali też z dorobku psychologa, jednego ze współtwórców amerykańskiego pragmatyzmu W. Jamesa. Jego pozycja "Różnorodność doświadczenia religijnego" należała do popularnych tekstów, zanim AA wytworzyło własną literaturę.

## Zastosowanie w lecznictwie odwykowym
Pierwszy krok uczynili twórcy programu, tworząc w 1940 niezależny od wspólnoty Anonimowych Alkoholików ośrodek High Watch Farm w stanie Connecticut. Po raz pierwszy w zamkniętym lecznictwie szpitalnym dokonano tego w USA w stanie Minnesota. Obecnie najbardziej znany jest ośrodek w Hazelden w USA. Tak powstał model "Minnesota", obecnie popularny w wielu krajach. W Polsce elementy modelu Minnesota zaczął wprowadzać jako pierwszy, kierowany przez dr med. Bohdana Woronowicza, Oddział Odwykowy, a później Ośrodek Terapii Uzależnień w Instytucie Psychiatrii i Neurologii w Warszawie.

## Wersja Skinnera
Amerykański psycholog B.F. Skinner sformułował tzw. humanistyczną wersję kroków:
1. Przyznajemy, że wszystkie nasze wysiłki, aby przestać pić alkohol, zawiodły.
2. Doszliśmy do przekonania, że musimy się zwrócić do kogoś o pomoc.
3. Poprosiliśmy o pomoc inne osoby, zarówno kobiety, jak i mężczyzn, szczególnie te, które borykają się z tym samym problemem.
4. Sporządziliśmy listę sytuacji, w których picie alkoholu jest najbardziej prawdopodobne.
5. Poprosiliśmy naszych przyjaciół, aby pomogli nam unikać takich sytuacji.
6. Jesteśmy gotowi przyjąć pomoc, którą nam ofiarują.
7. Szczerze wierzymy, że oni nam pomogą.
8. Sporządziliśmy listę wszystkich osób, wobec których zawiniliśmy i którym mamy zamiar zadośćuczynić.
9. Zrobimy wszystko, aby zadośćuczynić tym osobom w taki sposób, aby ich nie zranić.
10. Nadal będziemy sporządzać listy skrzywdzonych osób i uaktualniać je w miarę potrzeby.
11. Jesteśmy głęboko wdzięczni za to, co nasi przyjaciele zrobili i nadal dla nas robią.
12. My sami, z kolei, jesteśmy gotowi pomóc innym, którzy zwrócą się do nas, w taki sam sposób.